# Ljubomir Davidović
Ljubomir Davidović (Vlaško Polje, 24 dicembre 1863 – Belgrado, 19 febbraio 1940) è stato un politico jugoslavo.
È stato Primo ministro del Regno dei Serbi, Croati e Sloveni (in seguito Jugoslavia) dall'agosto 1919 al febbraio 1920 e nuovamente dal luglio 1924 al novembre dello stesso anno.
Dal 1919 al 1940 è stato leader del Partito Democratico jugoslavo.